# Johann Jakob Blarer von Wartensee
Johann Jakob Blarer von Wartensee (* um 1575; † 9. März 1654 in Ellwangen) war im 17. Jahrhundert ein Fürstpropst der Fürstpropstei Ellwangen.

## Leben
Seine Eltern waren der Ellwanger Hofmeister und Stadtvogt Diethelm Blarer von Wartensee und Sidonia/Siguna von Hausen, Schwester von Wolfgang von Hausen, Fürstpropst in Ellwangen 1584–1603. Mit etwa 11 Jahren wurde Johann Jakob 1586 Ellwanger. Er war auch Kanoniker in Basel und Dompropst in Konstanz; in Konstanz baute er 1612–1620 den Blarerschen Domherrnhof neu.
Mit etwa 14 Jahren wurde er am 5. Mai 1589 an der Universität Dillingen immatrikuliert. Er studierte auch in Freiburg im Breisgau und an den italienischen Universitäten Padua, Siena, Perugia (16. Juli 1599) und Bologna. Am 10. Oktober 1600 wurde er stimmberechtigter Kapitular in Ellwangen; das Klosterkapitel bestand seit der Umwandlung im Jahre 1460 in ein weltliches, reichsunmittelbares Stift aus jeweils zwölf adeligen Chorherren und dem gefürsteten Propst. Zum Fürstpropst wurde er am 27. Januar 1621 gewählt; sein Vorgänger war an Weihnachten 1620 gestorben. In der Folge resignierte er auf die Kanonikerstelle in Basel, jedoch nicht auf die Kanonikerstelle in Konstanz. Im Dreißigjährigen Krieg hielt er sich von 1631 bis 1635 mit seinen Stiftskapitularen im Exil in Bayern und Österreich (Salzburg und Tirol) auf. 1639 legte er den Grundstein zur lauretanischen Kapelle auf dem Schönenberg, dem Vorgängerbau der heutigen Wallfahrtskirche; unter ihm wurden 1644 noch zwei Kapellen angebaut.
Nach etwas mehr 23 Jahren Regierungszeit, in der 20 neue Kanoniker zu verzeichnen waren, starb er und wurde in der Klosterkirche, der heutigen Basilika St. Vitus, begraben.
Insgesamt waren fünf Personen des Adelsgeschlechts der Blarer von Wartensee (Rorschacherberg) Kanoniker der fürstlichen Propstei Ellwangen.